# Kasusgrammatik
Die Kasusgrammatik ist eine Theorie zur grammatischen Analyse, die vom amerikanischen Sprachwissenschaftler Charles J. Fillmore ab 1968 im Rahmen der Transformationsgrammatik nach Chomsky entwickelt wurde. In der Kasusgrammatik werden Sätze als Kombination aus einem Verb und einem oder mehreren Tiefenkasus aufgefasst. Der Begriff Tiefenkasus ist nicht mit dem herkömmlichen Kasus zu verwechseln, der in der Kasusgrammatik als Oberflächenkasus bezeichnet wird. Die Bezeichnung Tiefenkasus (deep case) lehnt sich an die inhaltliche Beschreibung der Kasusfunktionen in der traditionellen Grammatik an, wurde später ersetzt durch case role (Kasusrolle) und schließlich durch den Begriff der semantischen Rolle abgelöst.
Eine semantische Rolle ist nicht an einen bestimmten „Oberflächenkasus“ gebunden, auch sind semantische Rollen nicht lexikalische Eigenschaften von Wörtern. Sie konstituieren sich im Satzinhalt erst dann, wenn sie innerhalb eines Aussagerahmens mit einem bestimmten Prädikat kombiniert wurden.

## Anzahl der Tiefenkasus
Die Anzahl der Tiefenkasus variiert je nach Forschungsansatz. Fillmore nannte 1968 die sechs semantischen Rollen Agentive, Instrumental, Dative, Factitive, Locative, Objective und erweiterte diese Liste 1971:
- Agent (Peter repariert sein Auto.)
- Experiencer (Maria wundert sich über ihren Vater.)
- Instrument (Ich öffnete die Tür mit dem Schlüssel.)
- Object (Die Regierung hat ein Denkmal errichtet.)
- Source (Die Sauce béarnaise stammt aus Frankreich.)
- Goal (Die Kinder gehen an den Strand.)
- Location (Das Buch steht im Regal.)
- Time (Der Vortrag beginnt um 18:00 Uhr.)
- Path (Wir fuhren auf der Bundesstraße den Neckar entlang.)

## Bedeutungsklassen, Kasusrahmen und syntaktische Funktion
Bestimmte semantische Rollen sind an bestimmte Bedeutungsklassen von Verben gebunden. Bei Handlungsverben finden sich nur Agens, Patients, Benefaktiv, Contraagens, Comitativ und Instrument. Bei den Handlungs- und Vorgangsverben finden sich Substitutiv, affiziertes Objekt, effiziertes Objekt, Additiv und Privativ.
Fillmore (1971) stellte aus den besonders häufigen Kombinationen von Bedeutungsklassen und Bezugsstellen-Rollen sogenannte case frames (Kasusrahmen) zusammen. Nach Fillmore selegiert jedes Verb eine bestimmte Anzahl von Tiefenkasus, die den Kasusrahmen bilden. Ein solcher Kasusrahmen beschreibt Aspekte der semantischen Valenz von Verben, Adjektiven und Nomen. Kasusrahmen unterliegen bestimmten Einschränkungen: z. B. kann ein Tiefenkasus pro Satz nur einmal auftreten. Manche Kasus sind obligatorisch, andere optional. Obligatorische Kasus dürfen nicht getilgt werden, da sonst ungrammatische Sätze entstehen. In diesem Sinne ist z. B. * Peter gab den Ball ungrammatisch.
Eine grundlegende Hypothese der Kasusgrammatik ist, dass syntaktische Funktionen wie Subjekt oder Objekt in Abhängigkeit von Tiefenkasus selegiert werden. Fillmore (1968) stellt für eine universale Regel zur Selektion des Subjekts folgende Hierarchie auf:
Agens > Instrumental > Objektiv
Das bedeutet: Falls der Kasusrahmen eines Verb ein Agens enthält, wird dieser als Subjekt eines Aktivsatzes realisiert; ansonsten steht der Tiefenkasus, der dem Agens in der Hierarchie folgt (also der Instrumental), in der Subjektposition. Beispiele:
1. John (A) opened the door (O).
2. The key (I) opened the door (O).

Im ersten Satz enthält der Kasusrahmen ein Agens, der zum Subjekt wird. Im zweiten Satz enthält der Kasusrahmen kein Agens, sondern als nächstes Element in der Hierarchie einen Instrumental, der zum Subjekt wird.
Wie die einzelnen semantischen Rollen syntaktisch ausgedrückt werden, hängt von dem verwendeten Verb ab: So wird der Experiencer beim Verb „sich wundern“ als Subjekt ausgedrückt (s. o.), beim Verb „erstaunen“ dagegen als direktes Objekt (Das Verhalten ihres Vaters erstaunt Maria). Auch zwischen Einzelsprachen bestehen Unterschiede in der syntaktischen Realisierung der semantischen Rollen; Im Satz Mir ist kalt erscheint der Experiencer als indirektes Objekt, in der englischen Entsprechung I am cold dagegen als Subjekt.

## Weiterentwicklung
In den 1970er und 1980er Jahren entwickelte Fillmore seine ursprüngliche Theorie weiter zur sogenannten Frame-Semantik. Noam Chomsky entwickelte das Konzept der Tiefenkasus im Rahmen seiner Rektions- und Bindungstheorie als Theta-Rollen weiter. Auch für die Entwicklung framebasierter Repräsentationen in der KI-Forschung hat die Kasusgrammatik Anregungen gegeben.

## Kritik
Nach Peter Ernst scheitert die Kasusgrammatik an grundlegenden Fragen, nämlich nach der Anzahl, Benennung und Zuordnung der Tiefenkasus.